# Luka Fertilio Nikolić
Luka Fertilio Nikolić  (Nerežišća, 22. veljače1903.—30. lipnja 1985.) je hrvatski emigrantski i čileanski novinar, sveučilišni profesor, prevoditelj, diplomat, pjesnik, kulturni djelatnik i književnik hrvatskog podrijetla. Pisao je eseje, članke, književne prikaze i pjesme.

## Životopis
Osnovnu je školu pohađao u Nerežišćima. U srednju je školu pošao u Split, gdje je pohađao gimnaziju. U Beču i Frankfurtu je studirao narodno gospodarstvo. U Belgiji i Francuskoj je na tečajevima učio novinarstvo.U Parizu je na poslijediplomskom studiju završio filozofiju i književnost.
Potom se je vratio u domovinu. Nakon obveznog vojnog roka otišao je 1929. u Austriju gdje je bio dopisnik Obzora, Jutarnjeg lista i Večeri. Druženja se hrvatskom političkom emigracijom su ga koštala radnog mjesta u Beču. Čim su poslodavci doznali da je u kontaktu s njima, otpustili su ga. Tako se je vratio u Hrvatsku. Ondje se nakon nekoliko godina uspio zaposliti kao novinar u Jadranskom dnevniku. Kad je taj list zabranjen, radio je u Hrvatskom glasniku. Godine
1939. je dobio novo radno mjesto koje je opet bilo u svezi s tiskom i novinarstvom. Banske su ga vlasti uzele kao referenta za tisak.
Slično radno mjesto držao je i u netom proglašenoj NDH, no s time što je vodio novinsk ured banskih vlasti. Nakon dva mjeseca dobio je zadaću biti izaslanikom novinstva poslanstva NDH u Berlinu. Ondje je boravio do pred sami pad Trećeg Reicha, do travnja 1945. godine.
Slom NDH je i njega natjerao u odlazak iz Hrvatske. Kao i brojni ini hrvatski dužnosnici i izbjeglice, povukao se u Austriju te je potom još boravio u Italiji. Budući da ni ondje nije bilo sigurno, sljedeće odredište bila mu je Južna Amerika. 1947. je doplovio u Argentinu otkamo je otišao u Čile. Ondje je živio i radio u Santiagu.
Ondje se je bavio trgovinom. 1957. je dobio radno mjesto na Katoličkom sveučilištu gdje je predavao na Katedri povijesti kulture. Dvije godine poslije je otišao u Valdiviju gdje je predavao na Universidad Austral de Chile povijest kulture i bio lektorom njemačkog. Umirovio se nakon dvadesetak godina. Novo životno odredište bio je Vina del Mar. Zbog razornog potresa koji je srećom preživio, morao je napustiti taj gradić i otići u Santiago gdje je umro 1985. godine.

## Književni i znanstveni rad rad
Bio je na glasu vrsnog stilista, nadarenog pripovjedača i osobe koja je izvrsno poznavala hrvatski folklor.
Književna djela koja je objavio su na hrvatskom i na kastiljskom (španjolskom) jeziku. Književni uradci su mu bili kozerski, esejistički. Pisao je o okružju rodnog Brača, ljudima i zbivanjima. Prije rata pisao je pjesme.
Pisao je za skoro sve hrvatske emigrantske tiskovine, među ostalim i za časopis Studiu croaticu. Od 1973. je u tom poznatom hrvatskom iseljeničkom listu iz Argentin pisao o čilskim književnicima hrvatskih korijena. Surađivao je s urednikom Bračkog zbornika Androm Jutronićem.
Prepjevao je Lorcu, Hölderlina, Rilkea i druge.
Za povijesnu su znanost bitne njegove bilješke. Značajan je kao osoba koja je prva objavila podatak da je Staljinov SSSR bio voljan priznati NDH (tekst objavljen u Hrvatskoj reviji 1960.)

## Djela
- Jadranska prebiranja - Legende i groteske Hrvatskog Sredozemlja, eseji,[2] objavljeno u Godišnjaku Hrvatskog Domobrana 1954.[1]
- Pavelić i Staljinova ponuda priznanja Nezavisne Države Hrvatske, Matica hrvatska, Ogranak Imotski, Split, 2015. (prir. Ivan Mužić) (suautori: Ivo Bulić, Ivo Bogdan)

Brojna su mu djela ostala u rukopisnom obliku. Ona brojna djela koja je objavio, nisu prikupljena na jednom mjestu, nego su razasuta po brojnim izdanjima.
Ušao je u antologiju 60 hrvatskih emigrantskih pisaca Šimuna Šita Ćorića.

## Vanjske poveznice
- (špa.) 110 Fertilio Luka – Lucas Ev., profesor (1903-1985), Historia de Studia Croatica